# Reuben Fenton

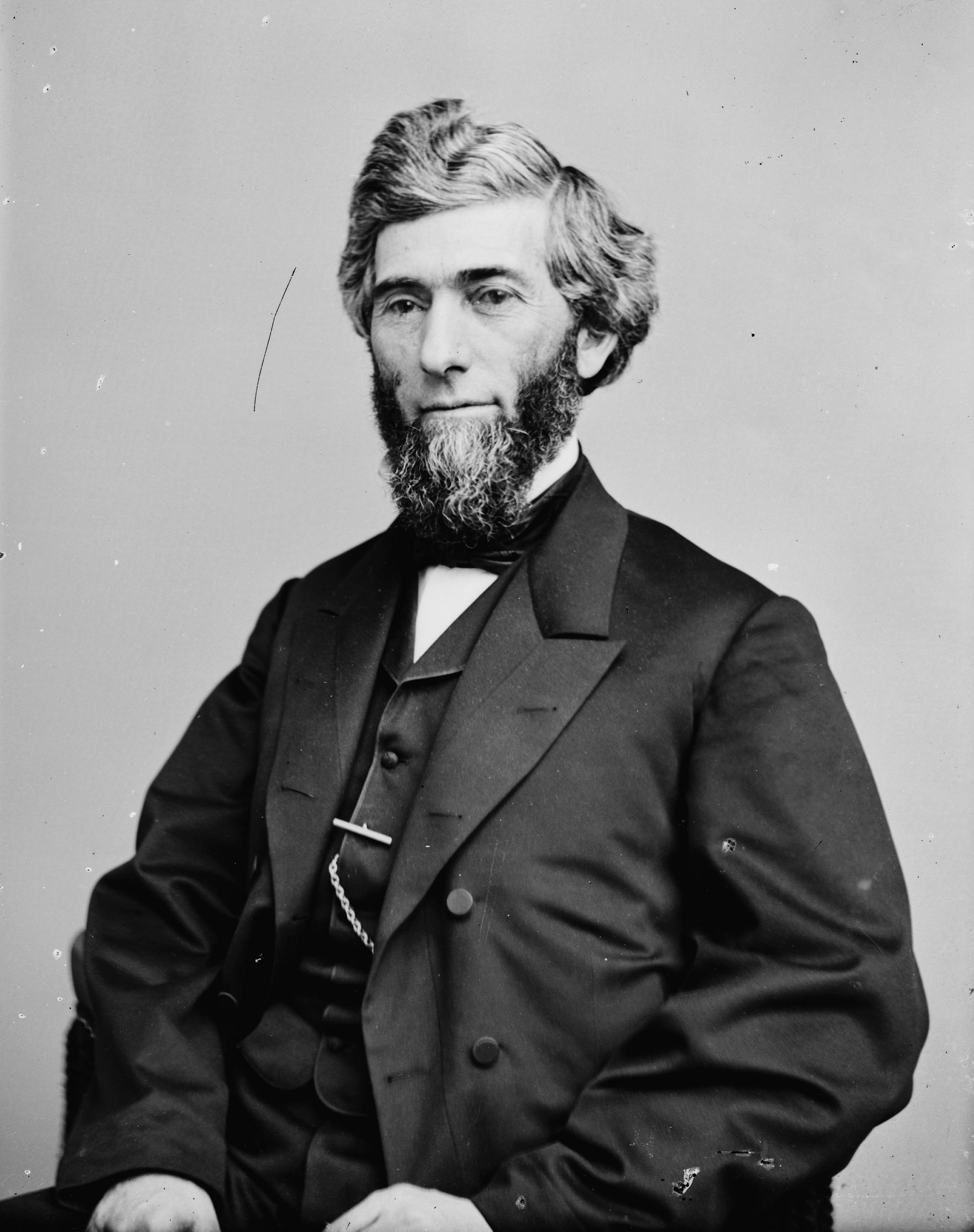
Reuben Fenton

Reuben Eaton Fenton (* 4. Juli 1819 in Carroll, Chautauqua County, New York; † 25. August 1885 in Jamestown, New York) war ein US-amerikanischer Politiker und von 1865 bis 1869 Gouverneur des Bundesstaates New York. Außerdem vertrat er seinen Staat in beiden Kammern des US-Kongresses.

## Frühe Jahre
Reuben Fenton besuchte die öffentlichen Schulen seiner Heimat und studierte anschließend Jura. Das für das Studium notwendige Geld verdiente er sich als Holzarbeiter und Kaufmann. Politisch wurde er Mitglied der Demokratischen Partei. Zwischen 1846 und 1852 war Fenton Bürgermeister der Gemeinde Carroll.

## Kongressabgeordneter und Gouverneur
Zwischen dem 4. März 1853 und dem 3. März 1855 war Fenton erstmals Abgeordneter im US-Repräsentantenhaus. Bei den Wahlen des Jahres 1854 wurde er nicht wiedergewählt. Danach verließ er die Demokraten und wurde zu einem der Mitbegründer der Republikanischen Partei im Staat New York. Im Jahr 1856 wurde er dann als Kandidat seiner neuen Partei erneut in den Kongress gewählt. Dieses Mandat übte er zwischen dem 4. März 1857 und dem 20. Dezember 1864 aus. Im Wahlkampf um das Amt des Gouverneurs von New York trat er gegen den Demokraten Horatio Seymour an. 
Dessen Regierungszeit war durch etliche Probleme geprägt, wie z. B. die New Yorker Draft Riots im Juli 1863. Fenton siegte, trat am 20. Dezember als Abgeordneter zurück, um das Amt des Gouverneurs von New York anzutreten. Nach einer Wiederwahl im Jahr 1866 konnte Reuben Fenton zwischen dem 1. Januar 1865 und dem 1. Januar 1869 als Gouverneur amtieren. In diese Zeit fallen das Ende des Bürgerkriegs und damit die notwendigen Umstellungen der Produktion auf den zivilen Bedarf. Außerdem mussten die heimkehrenden Soldaten wieder in die Gesellschaft eingegliedert und die Invaliden sowie die Hinterbliebenen der Toten versorgt werden. Unabhängig davon wurde in Fentons Amtszeit das öffentliche Schulsystem verbessert, das nun kostenlos benutzt werden konnte. Damals wurde auch die Cornell University gegründet.

## US-Senator
Bei den Kongresswahlen des Jahres 1868 wurde Reuben Fenton als Nachfolger von Edwin D. Morgan in den US-Senat gewählt. Dieses Amt übte er zwischen dem 4. März 1869 und dem 3. März 1875 aus. Dort war er Vorsitzender des Committee to audit and control the Contingent Expenses. Er war außerdem Mitglied des Handwerkerausschusses und des Ausschusses zur Verwaltung der US-Territorien.
Nach dem Ende seiner Zeit im Senat wurde Fenton 1878 Vorsitzender der amerikanischen Delegation bei einer internationalen Währungskonferenz in Paris. Danach zog er sich aus der Politik zurück und widmete sich seinen privaten Geschäften. Reuben Fenton verstarb am 25. August 1885. Er war zweimal verheiratet und hatte insgesamt drei Kinder.